# Stipa verticillata
Stipa verticillata är en gräsart som beskrevs av Christian Gottfried Daniel Nees von Esenbeck och Spreng.. Stipa verticillata ingår i släktet fjädergrässläktet, och familjen gräs. Inga underarter finns listade i Catalogue of Life.